# Геологія В'єтнаму
Геологія В'єтнаму.

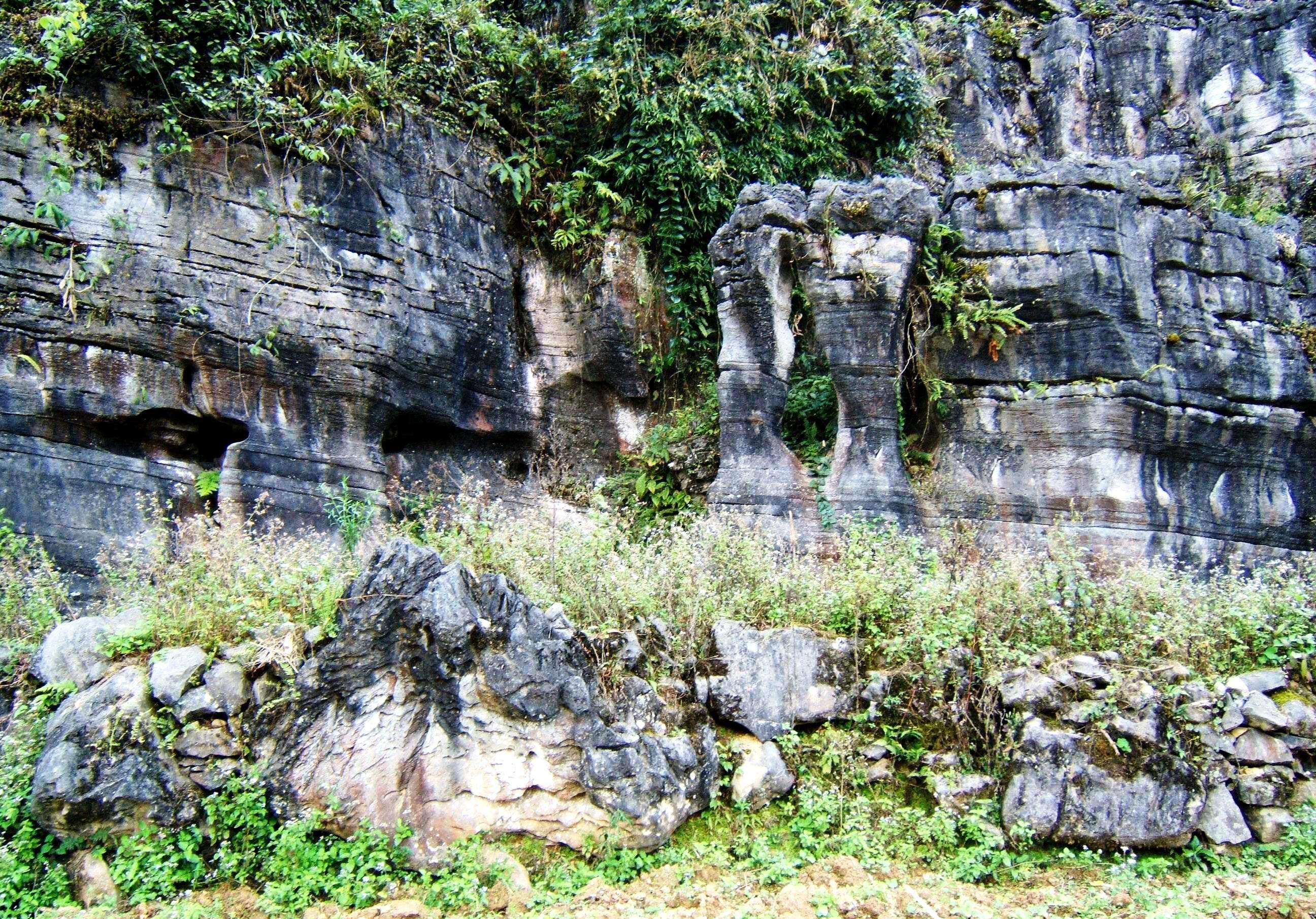
ерозія вапнякової скелі

Територія В'єтнаму розташована на стику Тихоокеанського та Середземноморського геосинклінальних поясів. Основні регіонально-тектонічні одиниці території країни пов'язані з: Катазіатською каледонською геосинклінальною складчастою системою, рухомою частиною Південнокитайської платформи, Східно-Індокитайською (Північно-В'єтнамською) складчастою системою, Індосінійським серединним масивом, Західно-Індокитайською (Лаосько-Малайською) складчастою системою. За особливостями геологічної будови виділяють п'ять характерних областей: Північно-Східний Бакбо, Північно-Західний Бакбо, Північний Чунгбо, Центральний Чунгбо, Південний Чунгбо-Намбо.

## Північно-Східний Бакбо
Північно-Східний Бакбо належить до рухомої околиці Південнокитайської платформи та південно-західного закінчення Катазіатської системи. Гірські породи древнього фундаменту платформи (ґнейси, кварц, кристалічні сланці, мармури, гранітоїди) перекриті верхньопротерозойськими та палеозойськими теригенно-карбонатними відкладами. Вздовж північно-східного узбережжя затоки Бакбо (південний захід Катазіатської системи) теригенно- ефузивні відклади кембрію, ордовика та силуру суттєво зім'яті з утворенням складчастого комплексу ниж. палеозою. Мезозойські вулканогенно-осадові та теригенні товщі виконують окремі прогини та западини. Пізньопалеозойські та мезозойські інтрузії кислого та лужного складу пов'язані з розломами. У цій частині країни знаходяться родов. кам. вугілля та антрациту, які вміщені в пізньотріасових ґрабенах, титаномагнетитових руд, пов'язаних з габроїдами, зал. руд — в скарнах мезозойських інтрузій, гідротермальних поліметалічних руд (свинець і цинк) — в пермо-тріасових гранітоїдах та кислих вулканітах тріасу, бокситів — у відкладах пермі, руд олова та вольфраму — пов'язаних з гранітами крейди та палеогену і з сучасними алювіальними розсипами. Газоконденсатні родов. та буре вугілля встановлені в Ханойській депресії. Акваторія затоки Бакбо переспективна на нафту і газ.

## Північно-Західний Бакбо та Північний Чунгбо
Північно-Західний Бакбо та Північний Чунгбо — ранньогерцинська та індосінійська (пізній тріас) геосинклінально-складчаста система. Північно-Західний Бакбо характеризується особливими офіолітовими утвореннями пермі і тріасу. Тут в елювіально-делювіальних розсипах встановлені родовища хромітів, родов. руд міді, нікелю, титану пов'язані з диференційованими та габро-норитовими інтрузіями. З лужними інтрузіями пізньої крейди та палеогену пов'язані родовища руд рідкісноземельних елементів, бариту та флюориту, а з вулканогенними утвореннями — гідротермально-метасоматичні родовища руд міді, рідкісноземельних елементів, родов. колчеданних руд золота. Північний Чунгбо складений теригенними та вулканогенними утвореннями ниж. палеозою та девону з великими конкордантними масивами гранітоїдів. Карбонатні відклади верх. палеозою утворюють покриви. У Північному Чунгбо в скарнах мезозойських гранітоїдів встановлені родовища руд заліза. Крім того, тут виявлені родов. і рудопрояви олова, гідротермальні родовища свинцю, цинку, стибію та ртуті.

## Центральний Чунгбо
Центральний Чунгбо зайнятий Індосінійським серединним масивом (плато Контум). Докембрійські (протерозойські) кристалічні утворення фундаменту на окремих ділянках перекриті палеозойськими та мезозойськими товщами чохла. Тут широко присутні платобазальти кайнозою. Серед інтрузій переважають палеозойські та мезозойські гранітоїди. У Центральному Чунгбо відомі родов. графіту (в кристалічних сланцях фундаменту), латеритні боксити (в корі вивітрювання базальтів), золота (кварцові жили г. п. докембрію), рудопрояви поліметалів.

## Південний Чунгбо-Намбо
Південний Чунгбо-Намбо належить до Західно-Китайської геосинклінально-складчастої системи. Остання складена комплексом вулканогенно-осадових г. п. верхнього палеозою та мезозою. Тут же широко розповсюджені гранітоїди мезозою. Великі площі зайняті кайнозойськими пухкими відкладами прогину дельт Меконга та покривами платобазольтів. На цій території встановлені руди олова, вольфраму та молібдену, які пов'язані з гранітоїдами пізнього мезозою. У корах вивітрювання базальтів є родов. бокситів. Родов. титану локалізовані в прибережних розсипах. На шельфі Півд.-Китайського моря в неогенових прогинах виявлені поклади вуглеводнів — нафти та газу.
Сейсмічність. Територія країни лежить на порівняно стабільному субстраті. Зафіксовані землетруси до 6-7, рідко до 8-9 балів.